# Prvačina
Prvačina este o localitate din comuna Nova Gorica, Slovenia, cu o populație de 1.169 de locuitori.